# 隠神刑部

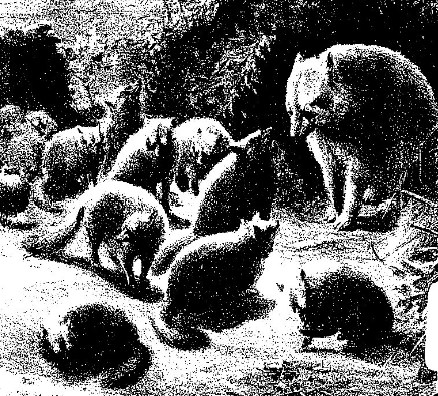
講談本『八百八狸 松山奇談』

隠神刑部（いぬがみぎょうぶ）または刑部狸（ぎょうぶだぬき）は、伊予国（現・愛媛県）松山に伝わる化け狸。『証城寺の狸囃子』『分福茶釜』と並んで日本三大狸話の一つに数えられる『松山騒動八百八狸物語』に登場する。

## 概要

水木しげるロードに設置されている「隠神刑部狸」のブロンズ像

『松山騒動八百八狸物語』とは、享保の大飢饉に際して起こったお家騒動が1805年（文化2年）に実録物語『伊予名草』と題して書き下ろされ、さらに江戸末期、講釈師の田辺南龍により狸や妖怪の要素を加えた怪談話に仕立て上げられ、これが講談として広まったものである。そのために講談師の切口次第で複数のバリエーションがあるが、話の大筋は以下の通りである。
四国は狸の民話・伝説が多いが、特に松山の狸は天智天皇の時代に端を発するほどの歴史を持ち、狸が狸を生んだ結果、その数は808匹にもなった。その総帥が隠神刑部である。隠神刑部は久万山の古い岩屋に住み、松山城を守護し続けていたという化け狸であり、808匹の眷属の数から「八百八狸（はっぴゃくやたぬき）」とも呼ばれる。四国最高の神通力を持っていたともいう。
名称の「刑部」とは松山城の城主の先祖から授かった称号であり、城の家臣たちから信仰され、土地の人々とも深い縁を持っていた。松平（久松）隠岐守の時代にお家騒動が起こると、隠神刑部は謀反側に利用され、子分の狸たちに命じて怪異を起こして謀叛側に助力した。
しかし怪談『稲生物怪録』で知られる藩士・稲生武太夫が、宇佐八幡大菩薩から授かった神杖で隠神刑部を懲らしめた末、隠神刑部は808の眷属もろとも久万山に封じ込められた。その洞窟は、山口霊神として今でも松山市久谷中組に残されている。

## バリエーション
前述のように『松山騒動八百八狸物語』にはいくつかのバリエーションがあり、城を守る立場のはずの隠神刑部がお家騒動に助力していた理由、隠神刑部が稲生武太夫に倒された経緯にも、以下のように諸説がある。
- 謀反側の若侍・後藤小源太正信が謀反の邪魔になる隠神刑部を討ちに行った末、「今後の小源太の危機に隠神刑部が手を貸せば、小源太は隠神刑部を害さない」という不可侵条約を結んだため、謀反側が活動し始めた頃には隠神刑部は条約のために仕方なく怪異を起こしていた[7]。武太夫が城下に現れた際、隠神刑部が武太夫の持つ神杖を恐れ、彼を敵に回さないように先手を打って化かしにかかったが、狸に化かされたことを知った武太夫が立腹し、謀反側を敵に回した[7][8]。
- 隠神刑部は伝統を疎んじる当時の城主を快く思わず、小源太と親しくなって同盟を結び、城主を潰すべく活躍した[6]。謀反側打倒を依頼された武太夫が松山へ乗り込み、隠神刑部のもとへ談判に向かったところ、隠神刑部が謀反側についていると知って、彼らを倒した[6]。
- 謀反側は隠神刑部を騙して味方につけたが、実は最初から罠にはめるつもりであり、隠神刑部が暗躍を始めると、城内の悪事はすべて隠神刑部の仕業と城主に告げたため、隠神刑部は悪者に仕立て上げられ、助っ人として呼ばれた武太夫に倒された[2]。
- 武太夫は神杖ではなく、妖怪の頭領・山本五郎左衛門から授かった木槌で隠神刑部を倒した[9]。

また隠神刑部が稲生武太夫に倒されたという話とは正反対で、隠神刑部はもともと正義側に立っていたが、謀反側に歯が立たなかったために武太夫に助力を乞うたという話もある。このほかにもいくつかのバリエーションがあり、武太夫が登場しない話もある。